# 25 november
25 november is de 329ste dag van het jaar (330ste dag in een schrikkeljaar) in de gregoriaanse kalender. Hierna volgen nog 36 dagen tot het einde van het jaar.

## Gebeurtenissen
- Algemeen
  - 1355 - In een te Eltville gesloten verdrag wordt het graafschap Nassau verdeeld in Nassau-Weilburg onder Johan I, Nassau-Wiesbaden-Idstein onder Adolf I en Nassau-Sonnenberg onder Kraft en Rupert.
  - 1615 - Willem Lodewijk van Nassau-Saarbrücken huwt te Saarbrücken met Anna Amalia van Baden-Durlach.
  - 1926 - Atatürk verbiedt het dragen van een fez, een traditioneel hoofddeksel, in Turkije.
  - 1930 - Op Java begint een uitbarsting van de vulkaan Merapi. 13 dorpen worden vernietigd, en 23 andere zwaar beschadigd. Er sterven meer dan 1300 mensen. Pas in september 1931 komt de vulkaan weer tot rust.
  - 1990 - De 15 miljoenste Nederlander wordt geboren: Yasmin van der Meer.[1]
  - 2012 - Bij een brand in een textielfabriek in Bangladesh komen 112 mensen om het leven.[2]
  - 2014 - Bij twee bomexplosies op een markt in Maiduguri, de hoofdstad van de Nigeriaanse deelstaat Borno, komen meer dan 45 mensen om het leven.
  - 2021 - Bij een brand in kolenmijn Listvjazjnaja in Rusland, die ontstaan lijkt te zijn na een explosie van methaangas, zijn zeker 52 doden gevallen. Er konden ook zo'n 240 mensen in veiligheid worden gebracht.[3][4]
  - 2021 - Ali B wordt in de avonduren overvallen bij zijn huis in Almere. Een horloge wordt daarbij buitgemaakt.[5]
  - 2023 - Bij een brand in een winkelcentrum in Karachi (Pakistan) vallen enkele tientallen doden en gewonden.[6]

- Economie
  - 2009 - De aandeelhouders van bank en verzekeraar ING geven goedkeuring voor afsplitsing van onderdelen van het concern.[2]

- Kunst en cultuur
  - 1952 - In Londen gaat het toneelstuk The Mousetrap van Agatha Christie in première. Het wordt tot op heden onafgebroken gespeeld, en is daarmee de langstlopende toneelvoorstelling ter wereld.
  - 1992 - Première van de Amerikaanse film The Bodyguard met een hoofdrol voor Whitney Houston.[7]

- Infrastructuur
  - 2005 - Door storm en winterse buien ontstaat de langste avondspits in Nederland tot nu toe: om 18.00 uur staat er 802 kilometer file. Pas om 05.20 uur, de volgende ochtend, zijn alle files opgelost. Honderden reizigers (ook per trein) brengen de nacht door in opvangplaatsen. In de gemeente Haaksbergen zit de bevolking bijna drie dagen zonder stroom. (Lees verder)

- Oorlog
  - 885 - Beleg van Parijs: Een Vikingvloot (700 schepen) belegert Parijs. Na dagen van felle weerstand weet graaf Odo alle aanvallen op de stad af te slaan.
  - 1941 - De U-boot U 331 vernietigt het Britse slagschip HMS Barham met drie torpedo's in de Middellandse Zee.[2]
  - 1994 - Soldaten van het Zaïrese regeringsleger openen in Katale, een kamp voor Rwandese vluchtelingen bij de stad Goma, het vuur op een groep vluchtelingen. Bij de schietpartij zouden ten minste zes mensen om het leven zijn gekomen.

- Politiek
  - 761 - Oviedo wordt gesticht door Fruela I.
  - 1652 - Keizer Ferdinand III verheft de graven Johan Maurits van Nassau-Siegen, Lodewijk Hendrik van Nassau-Dillenburg en Willem Frederik van Nassau-Diez in de rijksvorstenstand.
  - 1936 - Duitsland en Japan sluiten het Anti-Kominternpact, dat voornamelijk gericht is tegen de Komintern (Communistische Internationale) en in het bijzonder tegen de Sovjet-Unie.[2]
  - 1947 - Nieuw-Zeeland wordt een dominion.[2]
  - 1960 - In opdracht van dictator Trujillo worden 3 van de verzetsstrijders van de zusters Mirabal vermoord.
  - 1963 - John F. Kennedy wordt begraven op de Arlington begraafplaats.
  - 1972 - Norman Kirk wordt verkozen tot premier van Nieuw-Zeeland.
  - 1975 - Suriname wordt onafhankelijk.
  - 1981 - Een groep van circa honderd huurlingen probeert de regering van president France-Albert René omver te werpen. Als de actie mislukt, kapen 44 huurlingen een toestel van Air India met 79 mensen aan boord.
  - 1990 - Bij de eerste ronde van de Poolse presidentsverkiezingen haalt Lech Wałęsa met 39,9 % de meeste stemmen. Tweede is Stan Tymiński met 23,23 %. De eerste minister Tadeusz Mazowiecki is uitgeschakeld. Een tweede stemronde zal uitmaken wie president wordt.
  - 2006 - Op zijn 91ste verjaardag verklaart oud-dictator Augusto Pinochet van Chili "de volle verantwoordelijkheid" te nemen voor de gebeurtenissen tijdens zijn autoritaire bewind.
  - 2015 - Luis Manuel Díaz, een lokale leider van oppositiepartij Democratische Actie in Venezuela, wordt doodgeschoten.

- Religie
  - 307 - Marteldood van Catharina van Alexandrië.[2]
  - 1984 - Zaligverklaring van José Manyanet y Vives (1833-1901), Spaans priester, Daniel Brottier (1876-1936), Frans missionaris, en Elizabeth Catez (1880-1906), Frans religieuze, in Rome door Paus Johannes Paulus II.

- Sport
  - 1892 - De Franse baron Pierre de Coubertin lanceert het idee de Olympische Spelen in moderne vorm te doen herleven.
  - 1951 - In Quito wordt het Estadio Olímpico Atahualpa officieel in gebruik genomen.
  - 1990 - In Melbourne eindigt de Nederlandse hockeyploeg als tweede bij het toernooi om de Champions Trophy.
  - 2005 - De Noord-Ierse voetballegende George Best overlijdt in een Londense kliniek op 59-jarige leeftijd.
  - 2005 - Viervoudig winnaar van de Ronde van Spanje, Roberto Heras, wordt op doping betrapt en gedeclasseerd.
  - 2012 - Sebastian Vettel wordt voor de derde maal op rij wereldkampioen Formule 1.[2]
  - 2018 - De Nederlandse vrouwenhockeyploeg wint de laatste editie van de Champions Trophy in Changzhou, China, door Australië in de finale met 5-1 te verslaan.
  - 2020 - De Argentijnse voetballegende Diego Armando Maradona overlijdt aan de gevolgen van een hartstilstand.
  - 2021 - Tadej Pogačar uit Slovenië wint de 30e Velo d'Or en de winnaar van 2020, de Sloveen Primož Roglič, staat deze keer op de tweede plaats.[8]

- Wetenschap en technologie
  - 1915 - Albert Einstein presenteert zijn algemene relativiteitstheorie in het paper The field equations of gravitation.
  - 1935 - Het Internationaal Instituut voor Sociale Geschiedenis wordt opgericht.
  - 1948 - Uitvinding van de kabeltelevisie, door Ed Parsons.[2]
  - 1970 - Een experimenteel vliegtuig, de Northrop M2-F3, maakt voor het eerst een mechanisch aangedreven vlucht die zo'n 6 minuten duurt. Het toestel dat door piloot Bill Dana wordt bestuurd produceert de opwaartse kracht om te kunnen vliegen grotendeels met de romp in plaats van met de vleugels.[9]
  - 2023 - Lancering van een Sojoez 2.1b raket vanaf Plesetsk Kosmodroom voor de Bars-M No. 5 missie met de gelijknamige spionagesatelliet. Er is onzekerheid over zowel de gebruikte draagraket als de gelanceerde satelliet.[10]

## Geboren

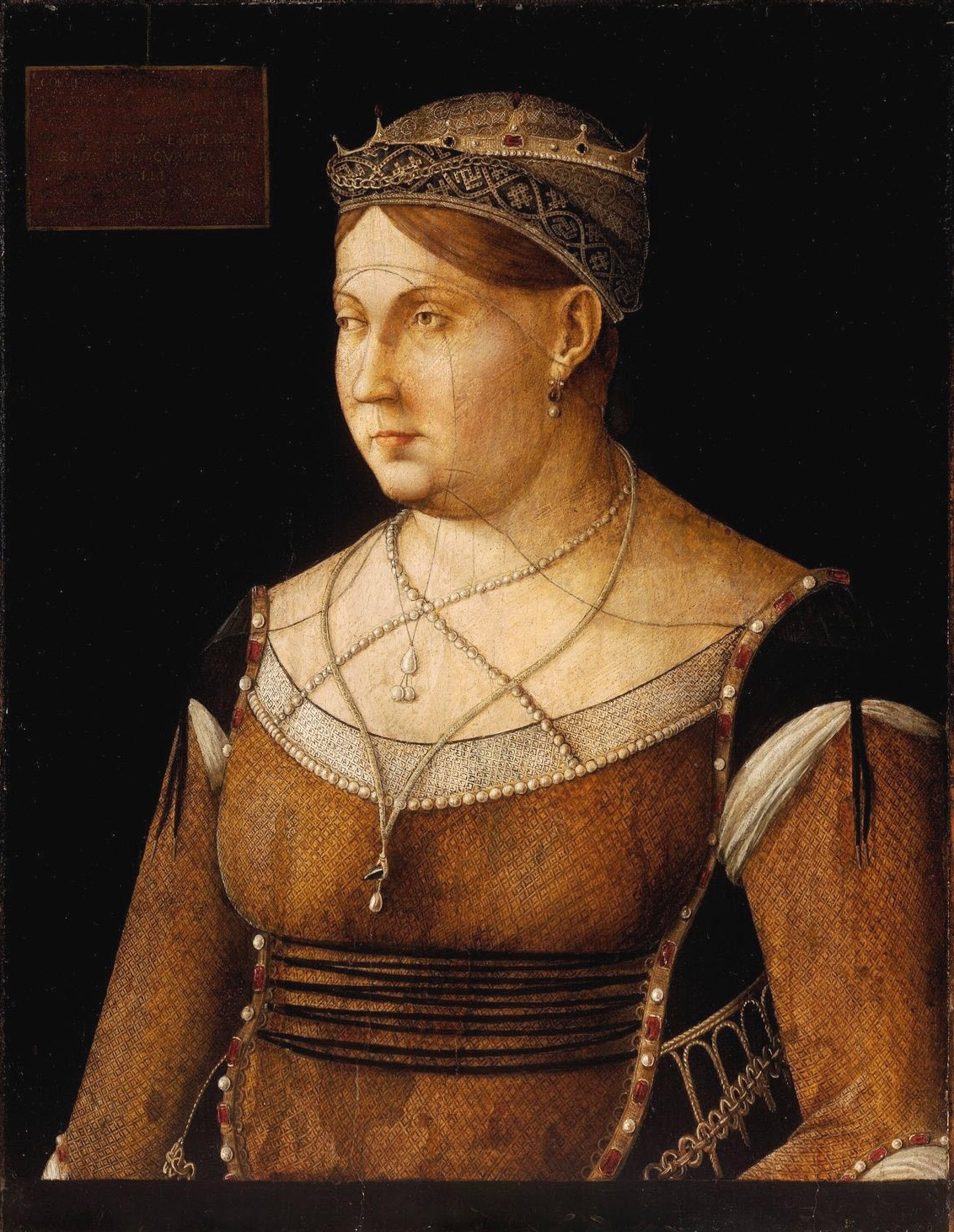
Catharina Cornaro
geboren in 1454

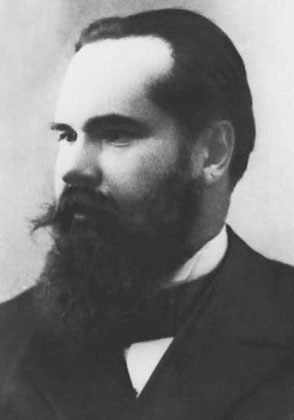
Sergej Tanejev
geboren in 1856

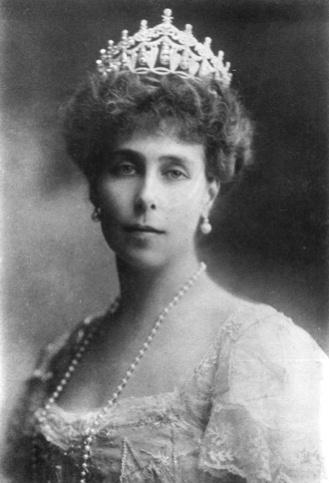
Victoria Melita van Saksen-Coburg en Gotha
geboren in 1876

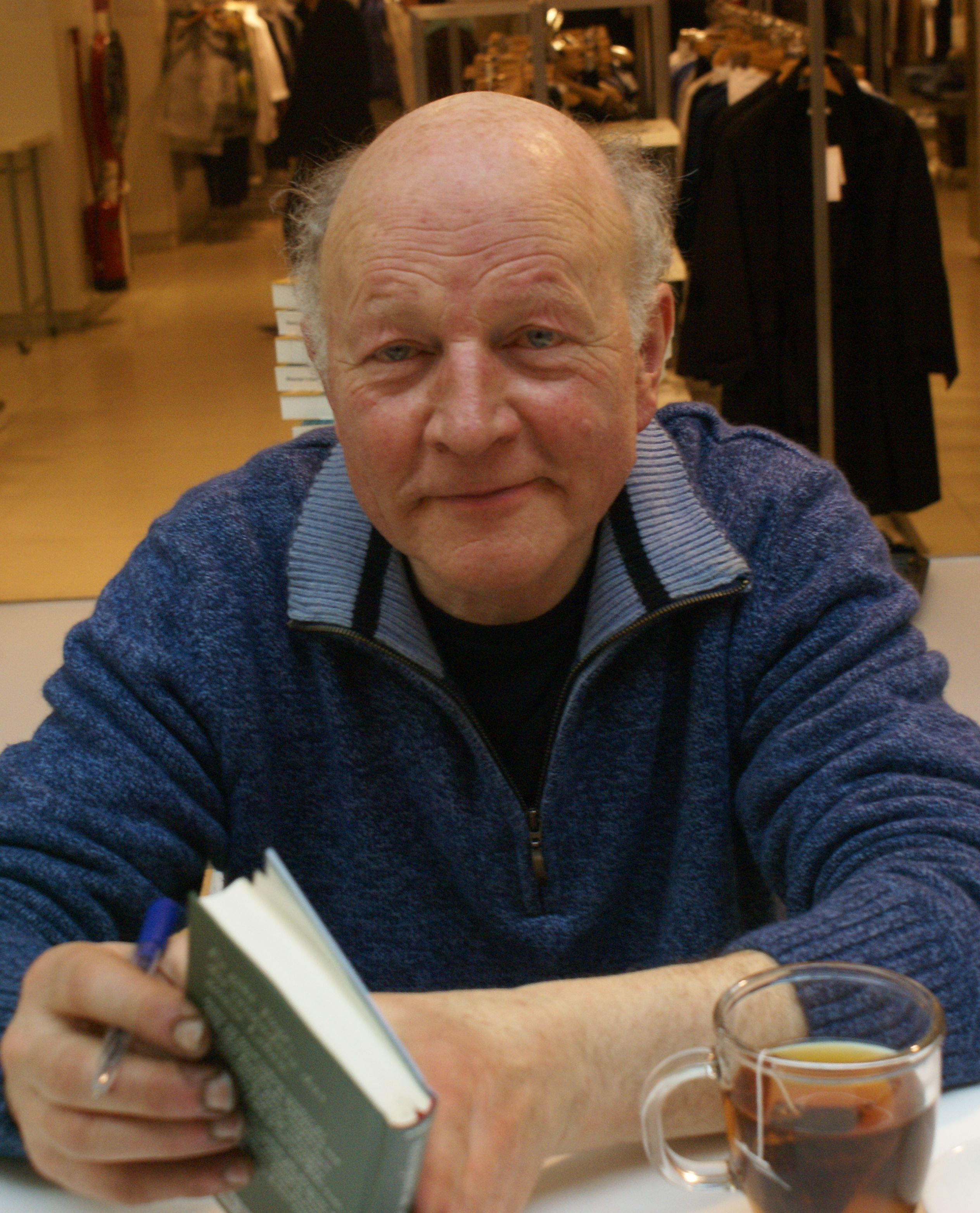
Maarten 't Hart
geboren in 1944

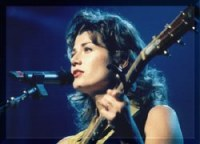
Amy Grant
geboren in 1960

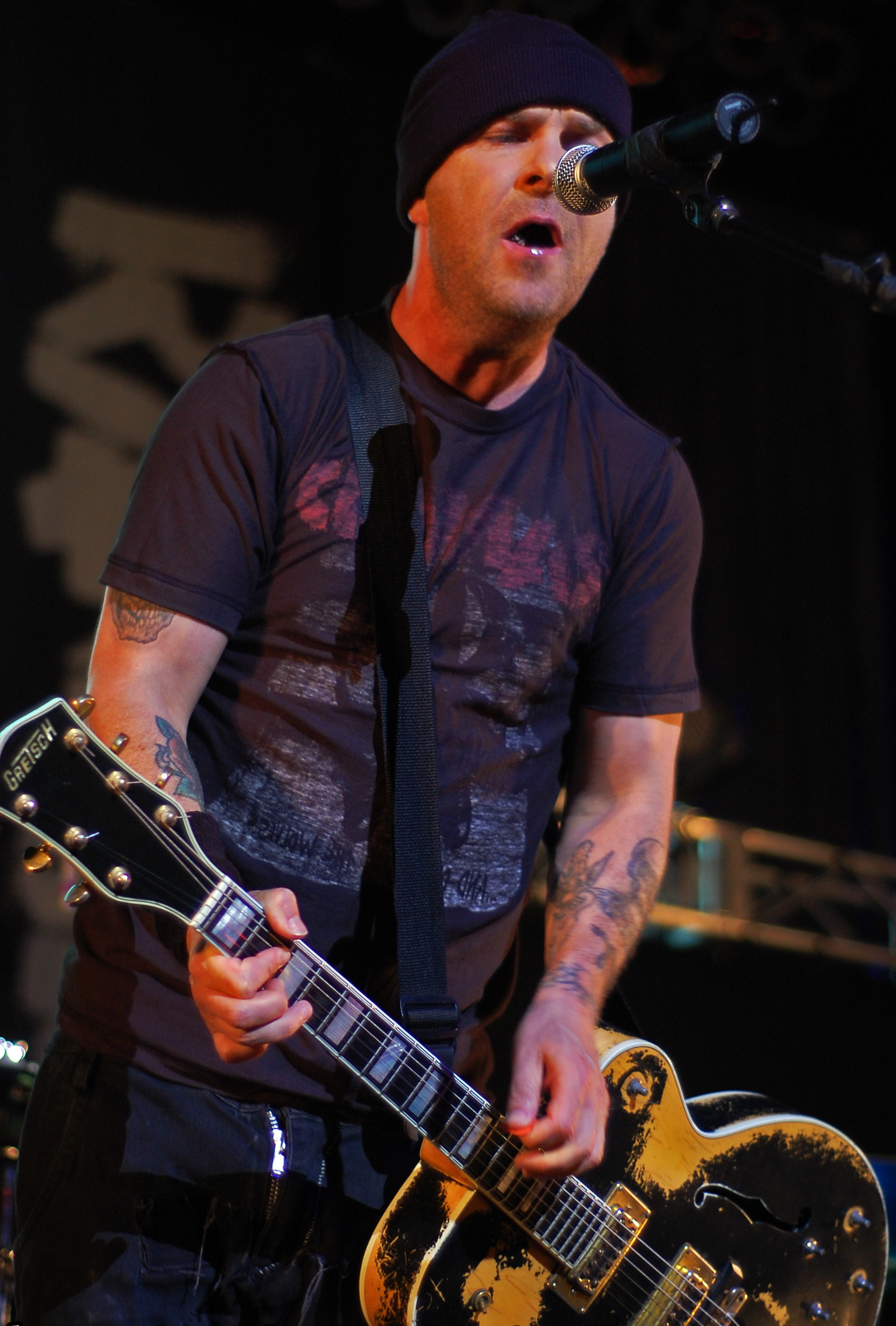
Tim Armstrong
geboren in 1966

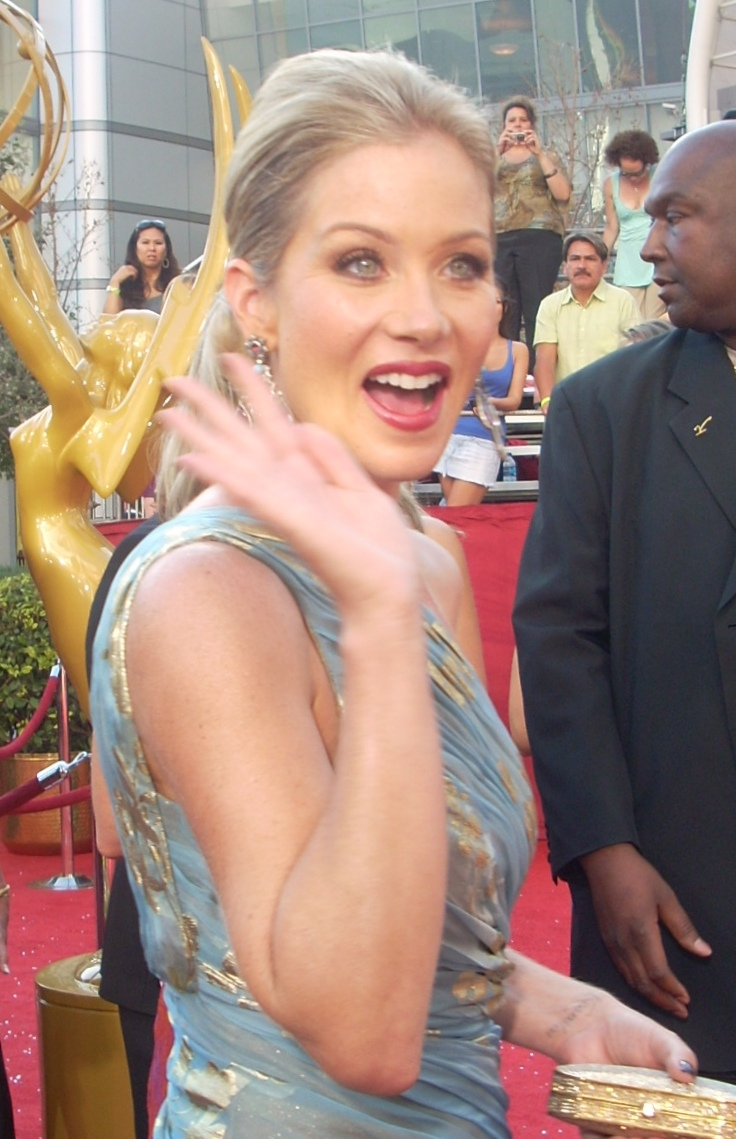
Christina Applegate
geboren in 1971

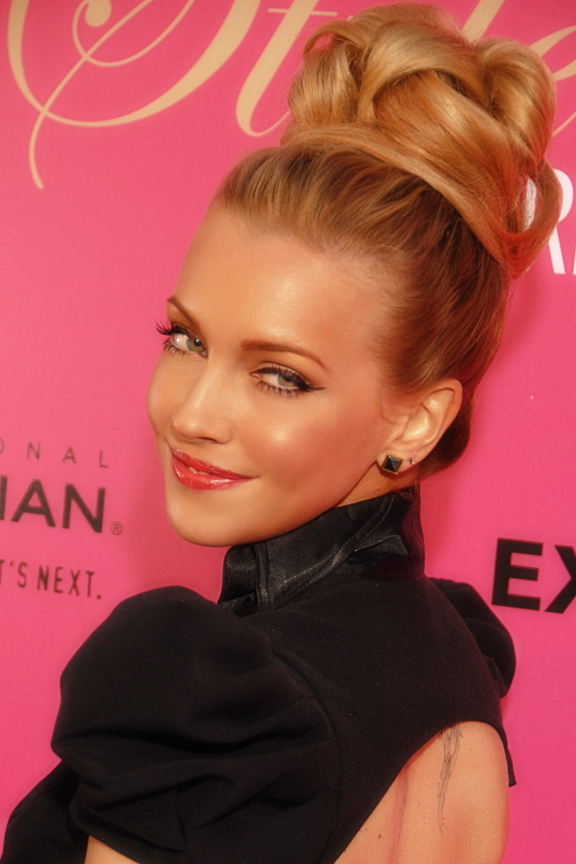
Katie Cassidy
geboren in 1986

- 1454 - Catharina Cornaro, koningin van Cyprus (overleden 1510)
- 1562 - Lope de Vega, Spaans toneelschrijver (overleden 1635)
- 1577 - Piet Hein, Nederlands zeevaarder (overleden 1629)
- 1609 - Henriëtta Maria van Frankrijk, koningin van Engeland, Schotland en Ierland (overleden 1669)
- 1613 - Filips VII van Waldeck-Wildungen, Duits graaf (overleden 1645)
- 1638 - Catharina van Bragança, Portugees prinses, koningin van Engeland (overleden 1705)
- 1697 - Gerhard Tersteegen, Duits protestants dichter en mysticus (overleden 1769)
- 1714 - Arima Yoriyuki, Japans wiskundige (overleden 1783)
- 1738 - Thomas Abbt, Duits filosoof en schrijver (overleden 1766)
- 1753 - Henri Daniel Guyot, Nederlands predikant, oprichter doveninstituut (overleden 1828)
- 1775 - Charles Kemble, Brits acteur (overleden 1854)
- 1787 - Franz Gruber, Oostenrijks onderwijzer, componist en organist (overleden 1863)
- 1835 - Andrew Carnegie, Amerikaans industrieel en filantroop (overleden 1919)
- 1840 - Hugo Verriest, Belgisch schrijver (overleden 1922)
- 1841 - Ernst Schröder, Duits wiskundige (overleden 1902)
- 1844 - Carl Benz, Duits ingenieur (overleden 1929)
- 1850 - Eduard Sievers, Duits taalkundige (overleden 1932)
- 1856 - Sergej Tanejev, Russisch componist en muziekpedagoog (overleden 1915)
- 1857 - Frederick Haultain, Canadees politicus (overleden 1942)
- 1858 - Léon Serpollet, Frans coureur en automobielbouwer (overleden 1907)
- 1864 - Augusta de Wit, Nederlands schrijfster (overleden 1939)
- 1865 - Georges Lemmen, Belgisch kunstschilder (overleden 1916)
- 1868 - Ernst Lodewijk van Hessen-Darmstadt, laatste groothertog van Hessen (overleden 1937)
- 1869 - Herbert Greenfield, Canadees politicus (overleden 1949)
- 1870 - Maurice Denis, Frans kunstschilder (overleden 1943)
- 1876 - Victoria Melita van Saksen-Coburg en Gotha, groothertogin van Hessen (overleden 1936)
- 1881 - Peder Gram, Deens componist, pianist en dirigent (overleden 1956)
- 1881 - Angelo Giuseppe Roncalli, de latere Paus Johannes XXIII (overleden 1963)
- 1883 - Thea Sternheim, auteur, vertaler en dagboekschrijfster (overleden 1971)
- 1887 - Martinus Casimir Addicks, Nederlands verzetsstrijder (overleden 1941)
- 1887 - Bertil Sandström, Zweeds ruiter (overleden 1964)
- 1887 - Nikolaj Vavilov, Russisch plantkundige (overleden 1943)
- 1892 - Otto Harder, Duits voetballer en oorlogsmisdadiger (overleden 1956)
- 1893 - Hendrik de Buck, Nederlands historicus (overleden 1986)
- 1895 - Marcel Gustin, Belgisch atleet (overleden 1977)
- 1895 - Wilhelm Kempff, Duits pianist en componist (overleden 1991)
- 1895 - Anastas Mikojan, Russisch staatsman (overleden 1978)
- 1896 - Jessie Royce Landis, Amerikaans actrice (overleden 1972)
- 1896 - Virgil Thomson, Amerikaans componist en dirigent (overleden 1989)
- 1899 - Fouad Ammoun, Libanees minister, diplomaat en rechter (overleden 1977)
- 1900 - Rudolf Broby-Johansen, Deens kunsthistoricus, auteur en communist (overleden 1987)
- 1900 - Rudolf Höss, Duits commandant (overleden 1947)
- 1901 - Klaas Breeuwer, Nederlands voetballer (overleden 1961)
- 1901 - Arthur Liebehenschel, Duits commandant (overleden 1948)
- 1901 - Tibor Serly, Hongaars-Amerikaans componist, dirigent, en (alt)violist (overleden 1978)
- 1904 - Lillian Copeland, Amerikaans atlete (overleden 1964)
- 1908 - Ottis Stine, Amerikaans autocoureur (overleden 2000)
- 1909 - Jan van Baal, Nederlands antropoloog, gouverneur van Nederlands Nieuw-Guinea (overleden 1992)
- 1911 - Roelof Frankot, Nederlands schilder (overleden 1984)
- 1914 - Joe DiMaggio, Amerikaans honkballer (overleden 1999)
- 1914 - Jose Ramos, Filipijns generaal (overleden ?)
- 1914 - Riek Wesseling, Nederlands tekenares (overleden 1995)
- 1915 - Raul de Barros, Braziliaans componist, dirigent, instrumentalist en trombonist (overleden 2009)
- 1915 - Augusto Pinochet, Chileens generaal en dictator (overleden 2006)
- 1917 - Luigi Poggi, Italiaans geestelijke (overleden 2010)
- 1916 - William J. Pomeroy, Amerikaans schrijver en politiek activist (overleden 2009)
- 1920 - Ricardo Montalbán, Mexicaans filmacteur (overleden 2009)
- 1923 - Theo van Dijke, Nederlands burgemeester (overleden 1987)
- 1923 - Mauno Koivisto, Fins politicus en president (overleden 2017)
- 1923 - Jaap van Meekren, Nederlands televisiejournalist en -presentator (overleden 1997)
- 1924 - Paul Desmond, Amerikaans jazzsaxofonist en -componist (overleden 1977)
- 1924 - Maurice de Wilde, Belgisch journalist (overleden 1998)
- 1924 - Ante Marković, Kroatisch politicus (overleden 2011)
- 1924 - Raghunandan Pathak, Indiaas rechter (overleden 2007)
- 1925 - Frans Baert, Belgisch advocaat en politicus (overleden 2022)
- 1925 - Rudi Oxenaar, Nederlands museumdirecteur (overleden 2005)
- 1926 - Poul Anderson, Amerikaans sciencefictionschrijver (overleden 2001)
- 1926 - Greetje Galliard, Nederlands zwemster (overleden 2019)
- 1926 - Jeffrey Hunter, Amerikaans acteur (overleden 1969)
- 1927 - Pierre Vinken, Nederlands neurochirurg en uitgever (overleden 2011)
- 1928 - Jacques Delelienne, Belgisch atleet (overleden 2020)
- 1929 - Marcel De Corte, Belgisch voetballer (overleden 2017)
- 1930 - Clarke Scholes, Amerikaans zwemmer (overleden 2010)
- 1930 - Jan Syse, Noors politicus (overleden 1997)
- 1931 - Nat Adderley, Amerikaans jazzmusicus (overleden 2000)
- 1931 - John Coetzee, Zuid-Afrikaans kinderboekenschrijver
- 1932 - Takayo Fischer, Amerikaans actrice
- 1933 - Kathryn Grant (Kathryn Crosby), Amerikaans actrice (overleden 2024)
- 1935 - Leonard Legaspi, Filipijns aartsbisschop en rector magnificus (overleden 2014)
- 1935 - Gerda van Cleemput, Belgisch schrijfster (overleden 2022)
- 1936 - Lucien Olieslagers, Belgisch voetballer (overleden 2021)
- 1937 - Ole Sørensen, Deens voetballer (overleden 2015)
- 1939 - Rosanna Schiaffino, Italiaans filmactrice (overleden 2009)
- 1940 - Klaus Berger, Duits theoloog, exegeet en publicist (overleden 2020)
- 1940 - Jan Jongbloed, Nederlands voetballer (overleden 2023)
- 1940 - Percy Sledge, Amerikaans soulzanger (overleden 2015)[11]
- 1941 - Netty Engels-Geurts, Nederlands kookboekschrijfster (overleden 2019)
- 1941 - Rein Jan Hoekstra, Nederlands jurist, lid van de Raad van State (overleden 2025)
- 1941 - Philippe Honoré, Frans striptekenaar en cartoonist (overleden 2015)
- 1942 - Bob Lind, Amerikaans singer-songwriter
- 1944 - Bev Bevan, Brits drummer
- 1944 - Maarten 't Hart, Nederlands gedragsbioloog en schrijver
- 1944 - Ben Stein, Amerikaans acteur en presentator
- 1945 - Håkan Hagegård, Zweeds bariton
- 1945 - Howard Newcombe, Brits muzikant (The Casuals)
- 1946 - Slim Borgudd, Zweeds autocoureur (overleden 2023)
- 1946 - Klaus Zerta, Duits roeier
- 1947 - Marjan Luif, Nederlands actrice en comédienne
- 1949 - Mario De Marchi, Belgisch atleet
- 1949 - Bob Duffey, Amerikaans motorcoureur en stuntman
- 1950 - Jocelyn Brown, Amerikaans R&B- en dance-zangeres
- 1950 - Ya'akov Edery, Israëlisch politicus
- 1951 - Johnny Rep, Nederlands voetballer
- 1952 - Imran Khan, Pakistaans cricketspeler en politicus
- 1952 - Gabriele Oriali, Italiaans voetballer
- 1953 - Darlanne Fluegel, Amerikaans actrice (overleden 2017)
- 1953 - Brian Little, Engels voetballer en voetbalcoach
- 1953 - Ben Ramakers, Nederlands acteur (overleden 2023)
- 1954 - Guy Bertin, Frans motorcoureur
- 1955 - Connie Palmen, Nederlands schrijfster
- 1957 - Bénédicte Ficq, Nederlands advocate
- 1959 - Charles Kennedy, Brits politicus (overleden 2015)
- 1959 - Steve Rothery, Brits gitarist
- 1959 - Erik de Vlieger, Nederlands ondernemer
- 1960 - Amy Grant, Amerikaans zangeres
- 1960 - Wilfred Kemp, Nederlands theoloog, journalist en televisiepresentator
- 1960 - John F. Kennedy jr., Amerikaans advocaat, journalist en uitgever (overleden 1999)
- 1960 - Peter Kuhlmann, ambienthouse-producer bekend onder de naam Pete Namlook (overleden 2012)
- 1962 - Hironobu Sakaguchi, Japans ontwerper van videospelen
- 1964 - Albert J.R. Heck, Nederlands bioloog
- 1964 - Mark Lanegan, Amerikaans singer-songwriter (overleden 2022)
- 1964 - Bert van Vlaanderen, Nederlands atleet
- 1965 - Kathleen Heddle, Canadees roeister (overleden 2021)
- 1965 - Dougray Scott, Schots acteur
- 1966 - Tim Armstrong, Amerikaans muzikant
- 1967 - Anthony Nesty, Surinaams zwemmer
- 1967 - Wilco van Rooijen, Nederlands beroepsavonturier
- 1967 - Roeland Wiesnekker, Zwitsers toneelspeler
- 1968 - Jill Hennessy, Canadees actrice
- 1968 - Rodrigo Otazu, Argentijns sieradenontwerper
- 1968 - Rami Rantanen, Fins voetballer
- 1968 - Gallyon van Vessem, Nederlands televisiepresentatrice
- 1969 - Lucien Foort, Nederlands dj
- 1969 - Roland van Vliet, Nederlands politicus
- 1971 - Christina Applegate, Amerikaans actrice
- 1971 - Hilde Gijsbrechts, Belgisch actrice
- 1972 - Stefan Everts, Belgisch motorcrosser
- 1973 - Steven de Jongh, Nederlands wielrenner
- 1973 - Marzieh Reyhani, Nederlands jazzzangeres
- 1974 - Kenneth Mitchell, Canadees acteur (overleden 2024)
- 1975 - Abdelkader Benali, Marokkaans-Nederlands schrijver en tv-presentator
- 1976 - Corey Sweet, Australisch wielrenner
- 1976 - Stijn Vandeputte, Belgisch muzikant en acteur
- 1977 - Nuno Assis, Portugees voetballer
- 1977 - Guillermo Cañas, Argentijns tennisser
- 1977 - MacBeth Sibaya, Zuid-Afrikaans voetballer
- 1978 - Nate Dusing, Amerikaans zwemmer
- 1978 - Lauren Hewitt, Australisch atlete
- 1978 - Isaac Macharia Wanjohi, Keniaans atleet
- 1978 - Marcus Marshall, Australisch autocoureur
- 1979 - Sandrine Bailly, Frans biatlete
- 1979 - Slavko Vinčić, Sloveens voetbalscheidsrechter
- 1980 - Aleen Bailey, Jamaicaans atlete
- 1980 - Josh Mathews, Amerikaans presentator
- 1980 - Aaron Mokoena, Zuid-Afrikaans voetballer
- 1981 - Xabi Alonso, Spaans voetballer
- 1981 - Stewart Haslinger, Brits schaker
- 1983 - Olesja Syreva, Russisch atlete
- 1984 - Gaspard Ulliel, Frans filmacteur en model (overleden 2022)
- 1984 - Tirfi Tsegaye, Ethiopisch atlete
- 1985 - Marit Malm Frafjord, Noors handbalster
- 1985 - Remona Fransen, Nederlands atlete
- 1985 - Marcus Hellner, Zweeds langlaufer
- 1985 - Obidiah Tarumbwa, Zimbabwaans voetballer
- 1986 - Katie Cassidy, Amerikaans actrice en zangeres
- 1986 - Craig Gardner, Engels voetballer
- 1986 - Elsie Moraïs, Belgisch zangeres
- 1986 - Benjamin Starke, Duits zwemmer
- 1987 - Dolla, Amerikaans rapper (overleden 2009)
- 1987 - Kseniya Grigoreva, Oezbeeks alpineskiester
- 1987 - El Arbi Hillel Soudani, Algerijns voetballer
- 1987 - Wulf (Lieuwe Albertsma), Nederlands zanger[12]
- 1988 - Lalonde Gordon, atleet uit Trinidad en Tobago
- 1988 - Nodar Koemaritasjvili, Georgisch rodelaar (overleden 2010)
- 1988 - Jay Spearing, Engels voetballer
- 1989 - Tom Dice, Belgisch zanger
- 1989 - Andrej Larkov, Russisch langlaufer
- 1991 - Rome Flynn, Amerikaans acteur
- 1992 - Cindy Burger, Nederlands tennisster
- 1993 - Danny Kent, Brits motorcoureur
- 1993 - Steve Lennon, Iers darter
- 1994 - Holly Mae Brood, Nederlands actrice, danseres en zangeres
- 1995 - Denzel Comenentia, Nederlands atleet
- 1995 - Maxime Meiland, Nederlands mediapersoonlijkheid
- 1995 - Ben O'Connor, Australisch wielrenner
- 1998 - Corbyn Besson, Amerikaans zanger (Why Don't We)
- 1999 - Riki Okusa, Japans autocoureur
- 2000 - Alejandro Callejas, Colombiaans wielrenner
- 2000 - Daniël Giacon, Nederlands schermer
- 2002 - Josh Minott, Jamaicaans-Amerikaans basketballer
- 2004 - Bibi Arts, Nederlands shorttrackster
- 2005 - Eden Le Guilly, Frans voetbalster
- 2005 - Rabby Nzingoula, Frans-Congolees voetballer

## Overleden

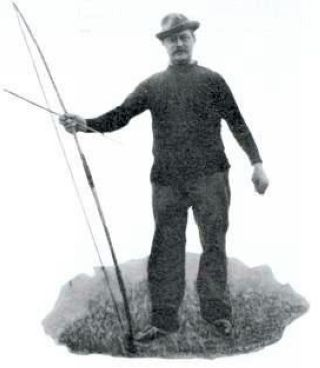
Hubert Van Innis
overleden in 1961

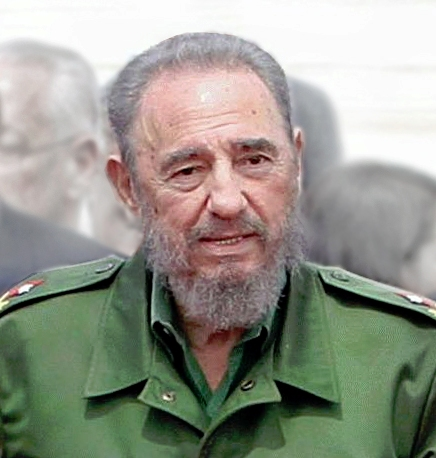
Fidel Castro
overleden in 2016

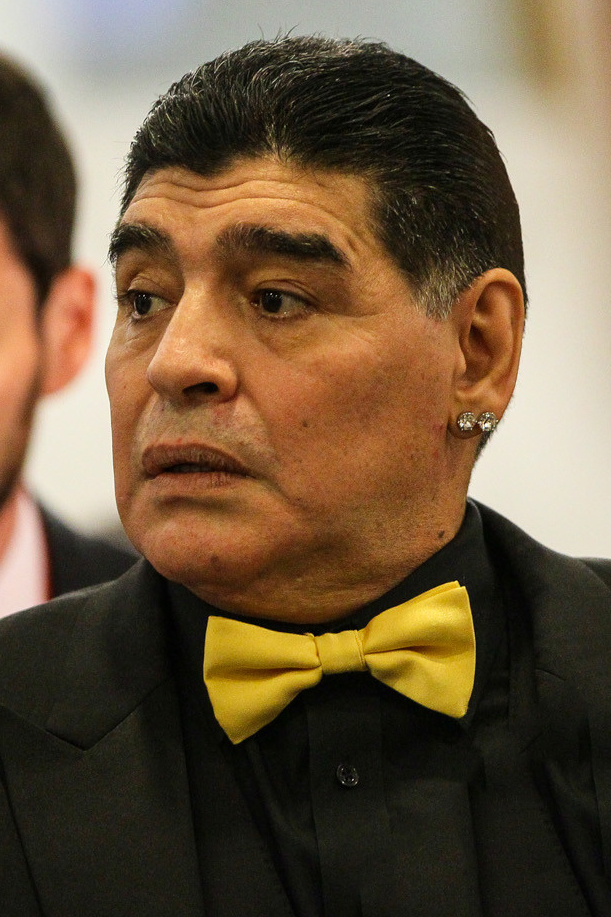
Diego Maradona
overleden in 2020

- 1034 - Malcolm II van Schotland (54), koning van Schotland
- 1120 - William Adelin (17), zoon van Hendrik I van Engeland
- 1185 - Paus Lucius III (78), Italiaans paus
- 1456 - Jacques Cœur (61), Frans koopman
- 1843 - Jan Maximiliaan van Tuyll van Serooskerken van Vleuten (72), Nederlands staatsman
- 1864 - David Roberts (schilder) (68), Schots schilder
- 1865 - Heinrich Barth (44), Duits ontdekkingsreiziger
- 1868 - Jozef van Saksen-Altenburg (79), Duits hertog
- 1881 - Theobald Böhm (88), Duits fluitbouwer en uitvinder
- 1885 - Alfons XII van Spanje (27), koning van Spanje
- 1892 - Samuel Senior Coronel, (65) Nederlands sociaal geneeskundige
- 1920 - Gaston Chevrolet (28), Amerikaans autopionier
- 1925 - Rama VI (44), koning van Thailand
- 1950 - Joannes Pieter van Tienhoven (73), Nederlands bankier
- 1951 - Edmond Fleutiaux (93), Frans militair en entomoloog
- 1955 - Herman Hoogland (64), Nederlands dammer
- 1955 - Arthur Tansley (84), Brits botanicus
- 1961 - Hubert Van Innis (95), Belgisch boogschutter
- 1967 - Ossip Zadkine (77), Frans beeldend kunstenaar
- 1968 - Upton Sinclair (90), Amerikaans journalist, politicus en schrijver
- 1970 - Helene Madison (57), Amerikaans zwemster
- 1970 - Yukio Mishima (45), Japans schrijver en politiek activist
- 1972 - Henri Coandă (86), Roemeens uitvinder en aerodynamisch ingenieur
- 1972 - Johannes Kroese Meijer (74), Nederlands militair
- 1972 - Hans Scharoun (79), Duits architect
- 1973 - René Wijers (82), Nederlands politicus
- 1974 - Nick Drake (26), Brits muzikant
- 1974 - U Thant (65), Birmees secretaris-generaal van de Verenigde Naties
- 1981 - Morris Kirksey (86), Amerikaans atleet
- 1982 - Walt Ader (68), Amerikaans autocoureur
- 1984 - Jean Daems (61), Belgisch atleet
- 1984 - Emile Ensberg (79), Surinaams politicus
- 1992 - Liselotte Spreng (80), Zwitsers politica
- 1995 - Wildchild (Roger McKenzie) (24), Brits houseproducer
- 2002 - Karel Reisz (76), Tsjechisch-Brits filmregisseur
- 2005 - George Best (59), Brits voetballer
- 2005 - Richard Burns (34), Brits autocoureur
- 2005 - Hotze Schuil (81), Fries kaatser
- 2006 - Bobby Byrne (88), Amerikaans trombonist en bigbandleider
- 2006 - Fijke Liemburg (54), Nederlands politicus
- 2007 - Frans Kokshoorn (87), Nederlands acteur
- 2010 - Doris McCarthy (100), Canadees kunstschilder en autobiograaf
- 2011 - Vasili Aleksejev (69), Russisch gewichtheffer
- 2011 - Fred Meijer (91), Amerikaans ondernemer
- 2011 - Dane Searls (23), Amerikaans BMX'er
- 2012 - Earl Carroll (75), Amerikaans rhythm-and-blueszanger
- 2012 - Simeon ten Holt (89), Nederlands componist
- 2012 - Lars Hörmander (81), Zweeds wiskundige
- 2012 - Jorrit Jorritsma (66), Nederlands schaatser, schaatscoach en sportverslaggever
- 2012 - Tom Robinson (74), Bahamaans atleet
- 2012 - Dinah Sheridan (92), Brits actrice
- 2012 - Jonieke van Es (46), Nederlands kunsthistorica en conservator
- 2013 - Bob Colin Day (72), Brits zanger
- 2013 - Raimondo D'Inzeo (88), Italiaans ruiter
- 2013 - Bill Foulkes (81), Brits voetballer
- 2013 - Chico Hamilton (92), Amerikaans drummer en componist
- 2014 - Will Spoor (86), Nederlands mimespeler, acteur en theatermaker
- 2015 - Lennart Hellsing (96), Zweeds schrijver en vertaler
- 2016 - Fidel Castro (90), voormalig president van Cuba
- 2016 - Ron Glass (71), Amerikaans acteur
- 2016 - David Hamilton (83), Brits fotograaf en regisseur
- 2016 - Slobodan Mitrić (68), voormalig geheim agent van Joegoslavië
- 2017 - Rosario Green (76), Mexicaans politicus en diplomaat
- 2017 - Rance Howard (89), Amerikaans acteur
- 2017 - Louis Verbeeck (84), Belgisch schrijver
- 2020 - Cor Geelhuijzen (91), Nederlands voetballer
- 2020 - Liselore Gerritsen (83), Nederlands zangeres en cabaretière
- 2020 - Diego Maradona (60), Argentijns voetballer en voetbaltrainer
- 2020 - Jacques Secrétin (71), Frans tafeltennisser
- 2022 - Irene Cara (63), Amerikaans zangeres en actrice
- 2023 - Jaap Advocaat (82), Nederlands voetballer
- 2023 - Gérard Collomb (76), Frans politicus
- 2023 - Jorge Martín Montenegro (40), Argentijns-Spaans wielrenner
- 2023 - Chris Stone (64), Australisch ondernemer
- 2023 - Terry Venables (80), Engels voetballer en voetbaltrainer
- 2024 - Miguel Ángel Ayuso Guixot (72), Spaans kardinaal
- 2024 - André Haakmat (85), Surinaams politicus en jurist
- 2024 - Earl Holliman (96), Amerikaans acteur[13]
- 2024 - Hal Lindsey (95), Amerikaans evangelist en schrijver
- 2024 - John Tinniswood (112), Brits Tweede Wereldoorlog-veteraan en supereeuweling
- 2024 - Ted Troost (88), Nederlands haptonoom

## Viering/herdenking
- Suriname - Onafhankelijkheidsdag

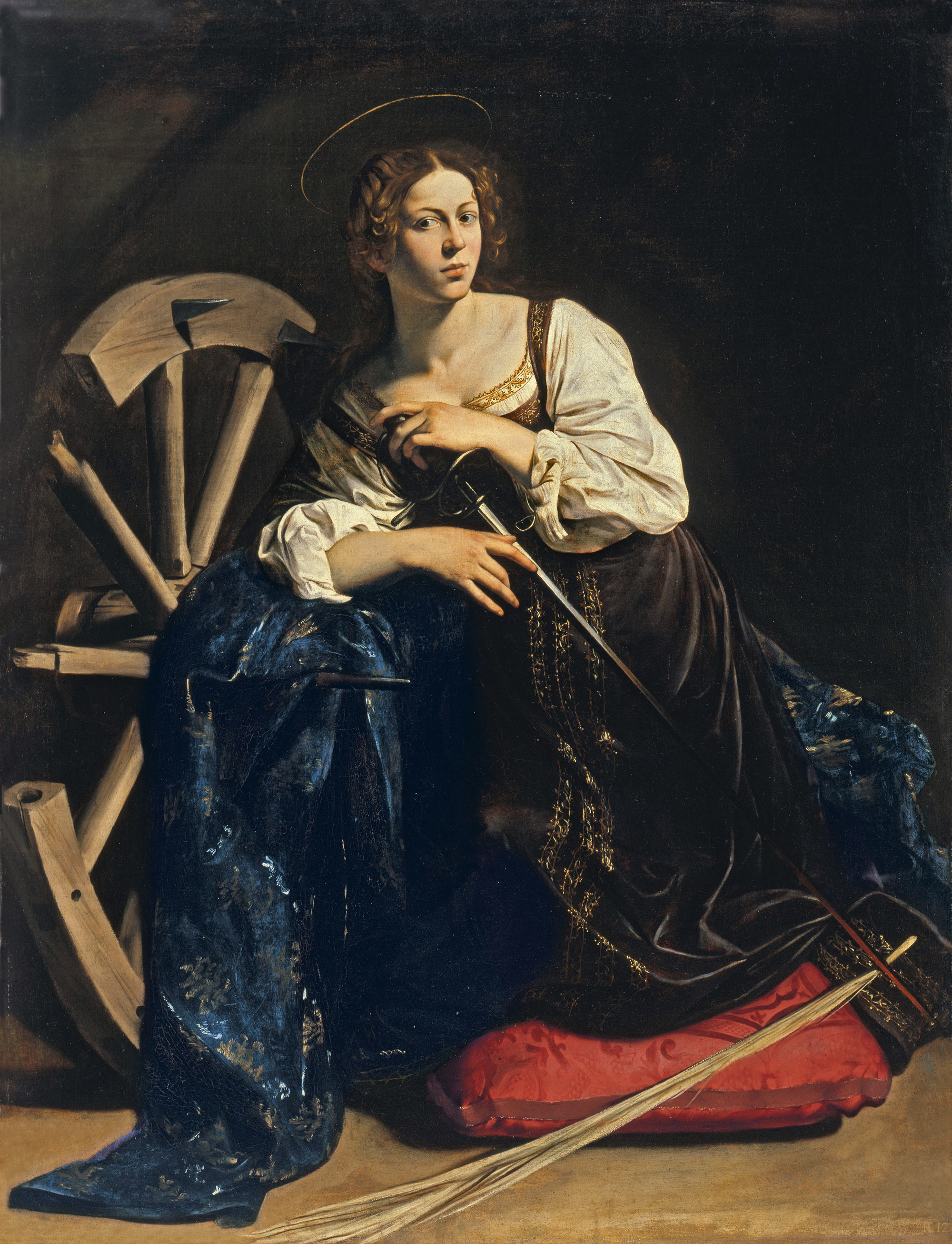
Catharina van Alexandrië

- Bosnië en Herzegovina - Nationale feestdag
- Internationale Dag voor de Uitbanning van Geweld tegen Vrouwen (Verenigde Naties) sinds 1999
- Rooms-Katholieke kalender:
  - (Naamdag van) Heilige Catharina van Alexandrië († c. 307), Patrones van de kloosterzusters, wevers, kleermakers, pottenbakkers, messenslijpers - Vrije Gedachtenis. Traditie: het Sinte-Katrijn-melken, b.v. in de Alblasserwaard. Als de koeien dan nog in de wei stonden, mocht een ieder ze gratis melken.[14]
  - Heilige Petrus van Alexandrië († 311)
  - Zalige Elizabeth van Reute († 1420)
  - Zalige Beatrijs (van Ornacieux) († c. 1306)

## Weerextremen

### Nederland
| | Officiële records | Officiële records | Officiële records |      | Landelijke records | Landelijke records | Landelijke records      |
| Gebeurtenis | Jaar              | Extreem           | Locatie           | Jaar | Extreem            | Locatie            |                         |
| --- | ----------------- | ----------------- | ----------------- | ---- | ------------------ | ------------------ | ----------------------- |
| Laagste etmaalgemiddelde temperatuur (°C) | 1910, 2004        | −1,9              | De Bilt           |      | 1921               | −3,6               | Eelde                   |
| Hoogste etmaalgemiddelde temperatuur (°C) | 2006              | 13,8              | De Bilt           |      | 2006               | 15,5               | Maastricht              |
| Laagste minimumtemperatuur (°C) | 1989              | −6,0              | De Bilt           |      | 1921               | −8,9               | Eelde                   |
| Hoogste minimumtemperatuur (°C) | 1986              | 11,2              | De Bilt           |      | 2006               | 11,9               | Ell, Maastricht         |
| Laagste maximumtemperatuur (°C) | 2004              | −0,5              | De Bilt           |      | 1910               | −1,3               | Eelde                   |
| Hoogste maximumtemperatuur (°C) | 2006              | 17,2              | De Bilt           |      | 2006               | 18,9               | Ell, Maastricht         |
| Hoogste uurgemiddelde windsnelheid (m/s) | 1917              | 18,5              | De Bilt           |      | 2012               | 24,0               | Vlieland                |
| Hoogste windstoot (m/s) | 2005              | 23,0              | De Bilt           |      | 2005               | 48,0               | Hoek van Holland        |
| Langste zonneschijnduur (uur) | 2016              | 7,3               | De Bilt           |      | 1995 2004 2016     | 7,5                | Arcen Vlissingen Volkel |
| Langste neerslagduur (uur) | 1949              | 18,5              | De Bilt           |      | 2005               | 20,1               | Herwijnen               |
| Hoogste etmaalsom van de neerslag (mm) | 2005              | 42,5              | De Bilt           |      | 2005               | 87,9               | Deelen                  |
| Laagste etmaalgemiddelde relatieve vochtigheid (%) | 1917              | 65                | De Bilt           |      | 1977               | 60                 | Valkenburg ZH           |
| Laagste uurwaarde luchtdruk op zeeniveau (hPa) | 1928              | 972,2             | De Bilt           |      | 1928               | 965,8              | Eelde                   |
| Hoogste uurwaarde luchtdruk op zeeniveau (hPa) | 1934, 1948        | 1039,0            | De Bilt           |      | 1948               | 1040,7             | Eelde                   |
| Officiële records worden altijd gemeten op het KNMI-weerstation in De Bilt. Landelijke records kunnen worden gemeten op elk officieel KNMI-weerstation in Nederland. |                   |                   |                   |      |                    |                    |                         |

Uitzonderlijke gebeurtenissen
- 1910 - Officieel laagste maximumtemperatuur in °C van november dit jaar gemeten in De Bilt: 0,5
- 1924 - Laatste landelijke zachte dag van het jaar gemeten in Maastricht (maximumtemperatuur ≥ 15 °C op een officieel weerstation)
- 2005 - Landelijk maandrecord hoogste windstoot in m/s van november gemeten in Hoek van Holland: 48,0
- 2005 - Landelijk maandrecord hoogste etmaalsom van de neerslag in mm van november gemeten in Deelen: 87,9
- 2005 - Zware sneeuwval in een deel van Nederland (5-40 cm)[16]

### België
Dagrecords
- 1838 - Laagste etmaalgemiddelde temperatuur −2,8 °C
- 2006 - Hoogste etmaalgemiddelde temperatuur 15,6 °C
- 1998 - Laagste minimumtemperatuur −6,9 °C
- 2006 - Hoogste maximumtemperatuur 18,5 °C
- 1987 - Hoogste etmaalsom van de neerslag 19,9 mm

Uitzonderlijke gebeurtenissen
- 2005 - Zware sneeuwval in België (10-20 cm)

<< · 1 · 2 · 3 · 4 · 5 · 6 · 7 · 8 · 9 · 10 · 11 · 12 · 13 · 14 · 15 · 16 · 17 · 18 · 19 · 20 · 21 · 22 · 23 · 24 · 25 · 26 · 27 · 28 · 29 · 30 · >>